# Atanazy V (patriarcha Jerozolimy)
Atanazy V (ur. 1751, zm. 1844) – prawosławny patriarcha Jerozolimy w latach 1827–1844.